# Piotr Wróbel (ur. 1953)
Piotr Wróbel (ur. 1953) – historyk University of Toronto, profesor, autor siedmiu książek i licznych artykułów. Jego specjalizacja to historia Polski i historia mniejszości narodowych w Europie Centralnej i Wschodniej.